# Riserva naturale degli Altun Shan
La riserva naturale degli Altun Shan (cinese semplificato: 阿尔金山; cinese tradizionale: 阿爾金山; pinyin: Ā'ěr jīnshān; letteralmente «montagne dorate») è una vasta regione arida situata nella parte sud-orientale della Regione Autonoma dello Xinjiang, al confine tra i margini settentrionali dell'altopiano del Tibet e quelli meridionali del bacino del Tarim, nel nord-ovest della Cina. Si estende attorno al bacino di Kumkol, un bacino endoreico (senza sbocco al mare) nel settore occidentale della catena degli Altyn-Tagh (o «Altun Shan»). Talvolta la riserva viene anche indicata come «riserva naturale dei monti Arjin» o «degli Aerjinshan». La riserva ricopre la porzione neridionale delle contee di Qiemo e di Ruoqiang, nella Prefettura autonoma mongola di Bayin'gholin.

## Geografia
La riserva degli Altun Shan è un'area a forma di triangolo allungato situata al margine meridionale del deserto del Taklamakan, appena a sud del bacino del Tarim. Occupa la regione a forma di «V» che si estende tra le pendici meridionali della catena degli Altun Shan a nord e quelle settentrionali della catena del Kunlun a sud. La parte orientale della riserva è costituita dal bacino di Komkul, un arido altopiano situato a 4500 m di altitudine. La riserva si estende per circa 800 km da ovest ad est e per 200 km da nord a sud. Entro i suoi confini non vi sono insediamenti umani o strade permanenti.
Nel bacino di Kumkol si trovano tre grandi laghi, l'Ayakum, l'Aqqikkal e il Jingyu, tutti quanti salati. Il più settentrionale, l'Ayakum, giace a 3805 m di quota ed ha una superficie di 520 km². Raggiunge i 22,2 m di profondità. A ovest dell'Ayakum si trova l'Aqqikkal, a 4182 m di quota, del diametro di 25,6 km. Il Jingyu è il più meridionale dei tre.

## Clima
A causa dell'altitudine elevata (oltre 4500 m sul livello del mare), della distanza dal mare di migliaia di chilometri e dell'ombra pluviometrica provocata dall'Himalaya e da altre catene montuose, la riserva è caratterizzata da un clima desertico freddo (BWk nella classificazione dei climi di Köppen). Questo clima è caratterizzato da estati calde e secche e da inverni molto freddi e parimenti secchi. Nelle zone più elevate della riserva si trova un clima polare (ET nella classificazione di Köppen), con estati più fresche ed inverni ancora più freddi e secchi.

## Ecoregione
La maggior parte della riserva ricade nell'ecoregione del deserto alpino dell'altopiano del Tibet settentrionale e dei monti Kunlun, un'area caratterizzata da estrema aridità, forti venti ed inverni molto rigidi. La regione nord-orientale della riserva, attorno al lago Ayakum, invece, ricade nell'ecoregione del semi-deserto del bacino del Qaidam, caratterizzata da temperature medie massime di 13,6 °C in agosto e minime di -28,1 °C in gennaio. Le precipitazioni sono scarse e può non piovere per molti anni di seguito, ma non sono del tutto assenti le gelate.

## Flora e fauna
La riserva fornisce un habitat distante da qualsiasi insediamento umano ad alcune delle più grandi mandrie di ungulati dell'Asia, costituite da yak selvatici (Bos mutus), specie vulnerabile (di cui nella riserva si stima ne vivano 10.000 esemplari), kiang (30.000 esemplari) e chiru (Pantholops hodgsonii; circa 75.000 esemplari). L'area costituisce anche una delle roccaforti del pika di Koslow, in pericolo di estinzione, e del relativamente comune pika del Ladakh. Nella regione sopravvivono inoltre piccole popolazioni di cuon (cane selvatico asiatico).

## Accesso
L'accesso è limitato e per entrare nella riserva è necessario pagare una tariffa elevata. Il terreno è fragile e non vi sono strade permanenti.